# Karaba (Band)
Karaba ist eine instrumentale Neo-Krautrock- und Jazzrock-Band aus München.

## Geschichte
Gründungsmitglieder sind Andreas Kainz, Marcel Maier, Louis Bankavs und Jakob Thun. Sie wurde seit ihrer Gründung stark von der Kraut- und Weltmusik-Formation Embryo beeinflusst und teilt sich einige ihrer Mitglieder. Stilistisch bewegt sich die Band zwischen Progressive Rock, Jazzrock, dem frühen Psychedelic Rock der 60er und 70er Jahre und weist starke Einflüsse von Canterbury-Bands wie z. B. Soft Machine auf. Die ersten beiden Musikalben brachte die Band als Eigenproduktionen im Eigenvertrieb heraus. Sie erlangte 2019 auf der Kompilation Kraut Jazz & Futurism von Mathias Modica mit dem Titel Der Inder auch internationale Beachtung.
Der Spielfilm Die Maßnahme von Regisseur Alexander Costea enthält Musik von Karaba.

## Diskografie
- 2014: Karaba (Album, Eigenveröffentlichung)
- 2018: Schwester Mondreal (Album, Klangschutz Schallplatten)
- 2020: Live in Vienna (Live-Album, Adansonia Records)
- 2020: Pheremon Crumble Wax (EP, Kryptox)
- 2022: All High Ways (Album, Klangschutz Schallplatten)